# 봉화중학교 (경북)
봉화중학교(奉化中學校)는 대한민국 경상북도 봉화군 봉화읍 삼계리에 있는 공립 중학교이다.

## 학교 연혁
- 1948년 8월 6일 : 봉화중학교 설립인가
- 1948년 9월 20일 : 봉화농림중학교 개교
- 1951년 9월 20일 : 봉화중학교로 개칭
- 1959년 4월 15일 : 봉화중·고등학교 병합
- 2007년 2월 13일 : 봉화중 제57회 졸업(71명) 총인원 11,120명, 봉화여중 제37회 졸업(61명) 총인원 5,877명
- 2007년 3월 1일 : 봉화중·고등학교와 봉화여자중·고등학교 통합
- 2024년 1월 4일 : 봉화중학교 제74회 73명 졸업(총인원 19,059명, 2007년 봉화여중 5,877명 포함)
- 2024년 3월 1일 : 제29대 여병태 교장 취임
- 2024년 3월 4일 : 2024학년도 입학(남 50명, 여 40명 계 90명)

## 참고 자료
- 봉화중학교 - 한국교육학술정보원 학교알리미